# ТЕС Баттерсі (станція метро)
51°28′46″ пн. ш. 0°08′31″ зх. д. / 51.4795° пн. ш. 0.142° зх. д.
ТЕС Баттерсі (англ. Battersea Power Station) — станція Лондонського метро, у Баттерсі, боро Вондзверт, Лондон, обслуговує Північну лінію.  Станція розташована у 1-й тарифній зоні, є кінцевою на відгалуженні, наступною є Наїн-Елмз.
Конструкція: трипрогінна мілкого закладення з однією острівною платформою
Історія:20. вересня 2021: відкриття станції .

## Пересадки
- На автобуси оператора London Buses: 156, 344 та 436[3]
- на залізничну станцію Баттерсі-парк
- у кроковій досяжності знаходиться залізнична станція Квінстаун-роуд (Баттерсі)